# Troyes Aube Football
Il Troyes Aube Football era una società calcistica francese con sede nella città di Troyes. Venne fondata nel 1970 a seguito della scissione della sezione calcistica del Troyes Omnisports, riprendendo idealmente l'eredità della precedente squadra professionistica della città, ovvero l'Association Sportive Troyenne et Savinienne, scioltasi nel 1967. 
Il club militò ininterrottamente in Division 1 dal 1973 al 1978, per poi cessare completamente le proprie attività nel 1979 al termine del campionato di Division 2 1978-1979. Il suo testimone venne in seguito raccolto dall'Espérance Sportive Troyes Aube Champagne, fondato nel 1986.

## Palmarès

### Altri piazzamenti
- Campionato francese di seconda divisione: 1

Secondo posto: 1972-1973